# ليليان دريشر
ليليان دريشر هي لاعب كرة مضرب سويسرية، ولدت في 23 مايو 1965 في فنزويلا.

## وصلات خارجية
- ليليان دريشر على موقع رابطة محترفات التنس (الإنجليزية)
- ليليان دريشر على موقع الاتحاد الدولي لكرة المضرب (الإنجليزية)
- ليليان دريشر على موقع كأس بيلي جين كينغ (الإنجليزية)
- ليليان دريشر على موقع خلاصة التنس.كوم (الإنجليزية)
- ليليان دريشر على موقع اللجنة الأولمبية الدولية (الإنجليزية)
- ليليان دريشر على موقع أوليمبيديا (الإنجليزية)